# Mari Boya
José María Navalón Boya (Lés, Lérida, 13 de abril de 2004), más conocido como Mari Boya, es un piloto de automovilismo español. Fue subcampeón del Campeonato de España de F4 en 2020 y de la Eurocup-3 en 2023 con MP Motorsport, equipo con el que participó en la Fórmula Regional Europea y resultó quinto en Medio Oriente. Desde 2023 compite en el Campeonato de Fórmula 3 de la FIA, en 2024 y 2025 con el equipo Campos Racing.

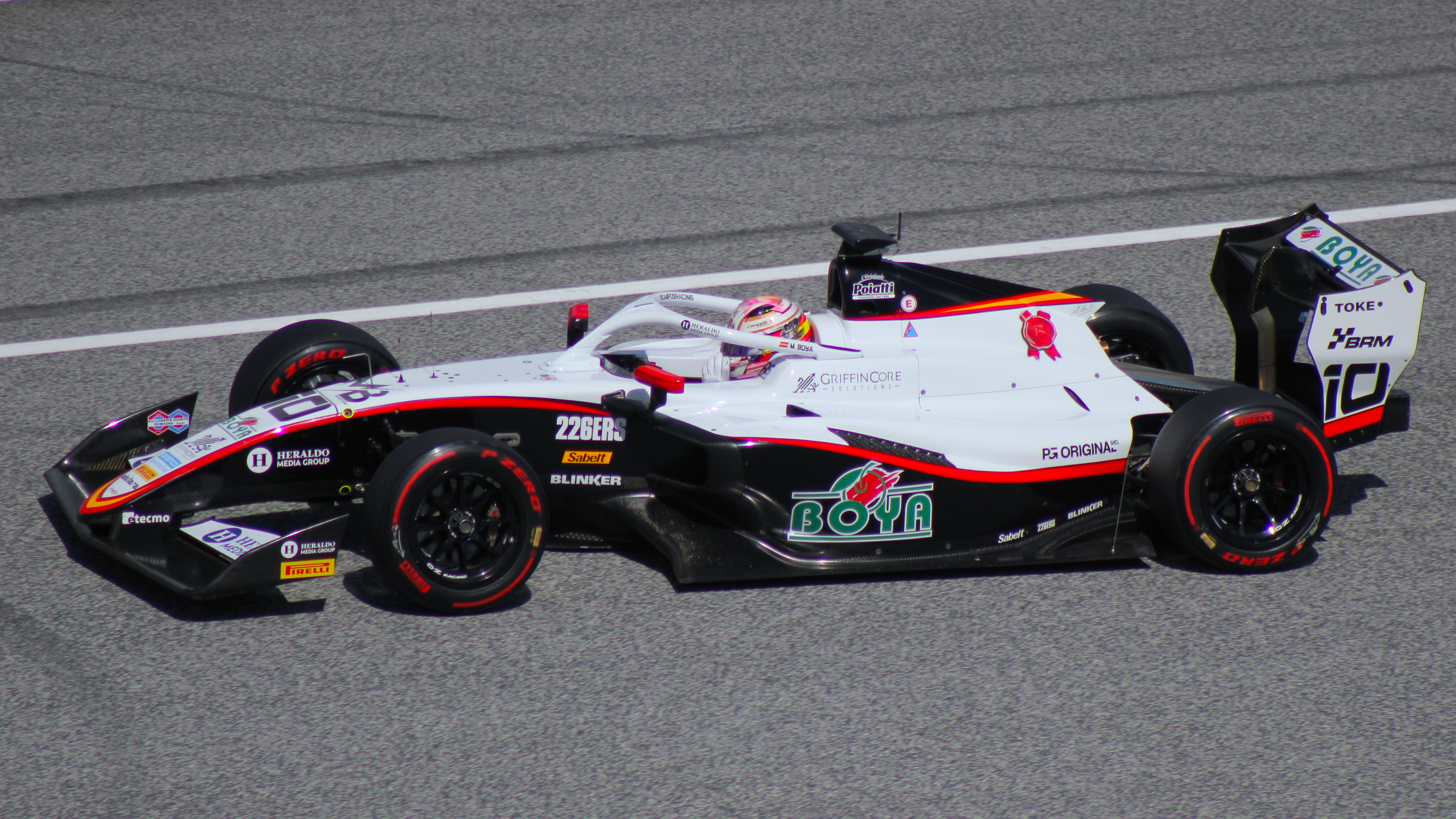
Mari Boya en la F3 2025.

En 2025 se convirtió en el primer piloto en ingresar en la Academia de pilotos de Aston Martin.

## Carrera

### Inicios
Boya se inició en el karting en 2015 cuando ganó el Campeonato de España de Karting en categoría cadete, repitiendo la misma hazaña en 2016. Volvió a ganar el campeonato en 2018, esta vez en la categoría Junior, y salió victorioso en la Copa de Invierno IAME del mismo año.
Permaneció en los karts hasta principios de 2020, cuando debutó en los fórmulas en la F4 Española con MP Motorsport. Ganó tres carreras en el transcurso de la temporada y terminó segundo en la clasificación de pilotos, solo detrás de su compañero de equipo, el también rookie Kas Haverkort. El fin de semana más notable de Boya fue en Motorland Aragón, donde ganó las dos primeras carreras del fin de semana antes de terminar tercero en la carrera final.

### Fórmula Regional y Fórmula 3

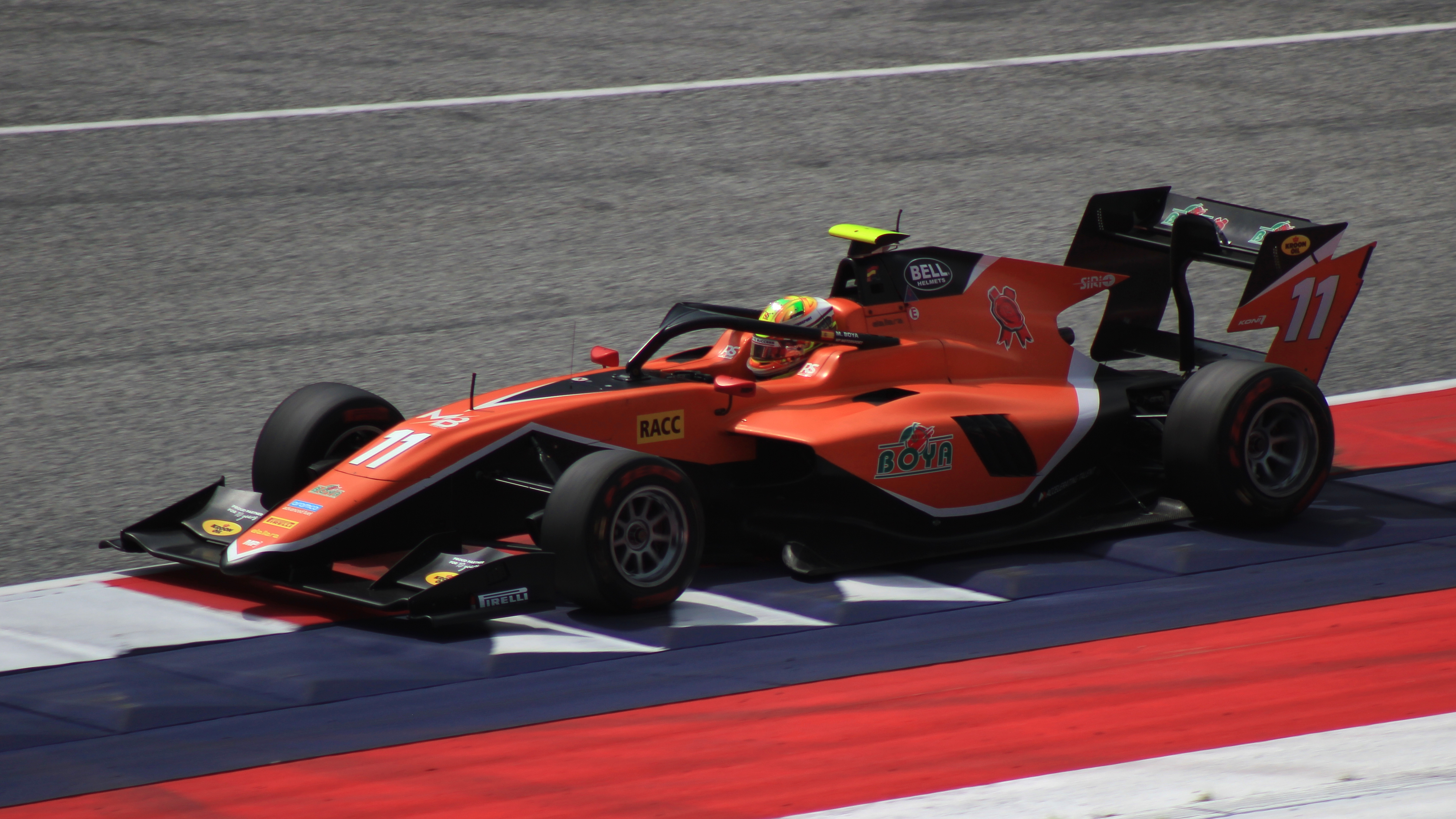
Boya con MP en la Fórmula 3 (2023)

En abril de 2021, se anunció que Boya haría su debut en el Campeonato de Fórmula Regional Europea con Van Amersfoort Racing, junto con Francesco Pizzi y Lorenzo Fluxá. Completó una temporada algo irregular, que le otorgó como mayor hito un podio en la primera carrera del Circuit Ricardo Tormo de Valencia. Terminó decimocuarto con 51 puntos, siendo el cuarto mejor rookie del campeonato.
Para 2022, fichó por el equipo ART Grand Prix con el que disputaría las 7 primeras rondas y lograría un podio antes de ser sustituido por el campeón de la F4 Francesa de 2021 Esteban Masson. Disputaría las tres rondas restantes con MP Motorsport con una décima posición como mejor resultado para finalizar décimo en el campeonato con 69 puntos. Con MP participó en los entrenamientos de postemporada del Campeonato de Fórmula 3 de la FIA. En noviembre de 2022, MP Motorsport confirmó que Boya correría con ellos en la Temporada 2023 del Campeonato de Fórmula 3 de la FIA.
En 2023 Boya empezó en la Fórmula Regional de Medio Oriente, donde terminaría quinto en la general tras conseguir dos victorias. En el Campeonato de Fórmula 3 de la FIA tuvo un mal comienzo de temporada, no logró anotar en las tres primeras rondas y se retiró tres veces. Sin embargo, se desquitó de su mala suerte con un doble resultado en sexta y séptima posición en Barcelona. Regresó a los puntos en la carrera principal de Hungría después de haber gestionado bien sus neumáticos. El mejor fin de semana de Boya llegó en la ronda final de Monza, después de haber luchado contra su compañero de equipo Franco Colapinto por el liderato, el español perdería el segundo lugar ante Gabriel Bortoleto en la última vuelta, pero aun así consiguió su primer podio. Finalizó decimoséptimo en la clasificación con 29 puntos. Paralelamente, disputó la primera temporada de la Eurocup-3, donde terminaría subcampeón a 30 puntos del campeón Esteban Masson con dos carreras menos, consiguiendo cinco victorias y terminando regularmente por encima de la cuarta plaza. Finalizó el año con MP en el Gran Premio de Macao, donde terminaría en cuarta posición en la carrera principal, justo por delante de Pepe Martí.
En 2024 siguió con un programa similar, aunque no disputando la temporada completa de la Eurocup 3. En la Fórmula Regional de Medio Oriente terminó en la quinta plaza, repitiendo la posición final de la temporada anterior, aunque esta vez sin lograr victorias. En la FIA Fórmula 3 cambió de MP Motorsport a Campos Racing, y aunque realizó una gran primera mitad de la temporada, terminando casi siempre en los puntos y logrando una vuelta rápida y una victoria en el Circuito de Barcelona-Cataluña, la segunda parte de la temporada fue decepcionante, logrando solo 5 puntos frente a los 40 de la primera, y dejándole decimoquinto en la clasificación final. En el Gran Premio de Macao de 2024 logró una quinta plaza de cara a la carrera classificatoria, donde fue descalificado obligándolo a salir último en la carrera principal. Pese a ello realizó una espectacular remontada durante la prueba y finalizó séptimo.

## Resumen de carrera
| Temporada | Categoría                                       | Equipo                                | Carreras     | Victorias    | Poles        | VR           | Podios       | Puntos       | Pos.         |
| --------- | ----------------------------------------------- | ------------------------------------- | ------------ | ------------ | ------------ | ------------ | ------------ | ------------ | ------------ |
| 2020      | Campeonato de España de F4                      | MP Motorsport                         | 21           | 3            | 3            | 4            | 14           | 272          | 2.º          |
| 2021      | Campeonato de Fórmula Regional Europea          | Van Amersfoort Racing                 | 20           | 0            | 0            | 0            | 1            | 51           | 14.º         |
| 2022      | Campeonato de Fórmula Regional Europea          | ART Grand Prix                        | 12           | 0            | 0            | 2            | 1            | 69           | 10.º         |
| 2022      | Campeonato de Fórmula Regional Europea          | MP Motorsport                         | 8            | 0            | 0            | 0            | 0            | 69           | 10.º         |
| 2023      | Campeonato de Fórmula Regional de Medio Oriente | Hyderabad Blackbirds by MP Motorsport | 15           | 2            | 0            | 2            | 3            | 107          | 5.º          |
| 2023      | Campeonato de Fórmula 3 de la FIA               | MP Motorsport                         | 18           | 0            | 0            | 0            | 1            | 29           | 17.º         |
| 2023      | Eurocup-3                                       | MP Motorsport                         | 14           | 5            | 5            | 4            | 9            | 243          | 2.º          |
| 2023      | Gran Premio de Macao                            | MP Motorsport                         |              |              |              |              |              |              | 4.º          |
| 2024      | Campeonato de Fórmula Regional de Medio Oriente | Pinnacle Motorsport                   | 15           | 0            | 0            | 2            | 3            | 112          | 5.º          |
| 2024      | Campeonato de Fórmula 3 de la FIA               | Campos Racing                         | 20           | 1            | 0            | 1            | 1            | 45           | 15.º         |
| 2024      | Eurocup-3                                       | GRS Team                              | 2            | 0            | 0            | 0            | 0            | No apto      | No apto      |
| 2024      | Gran Premio de Macao                            | KCMG IXO by Pinnacle Motorsport       |              |              |              |              |              |              | 7.º          |
| 2025      | Campeonato de Fórmula 3 de la FIA               | Campos Racing                         | Disputándose | Disputándose | Disputándose | Disputándose | Disputándose | Disputándose | Disputándose |
| Fuente:   |                                                 |                                       |              |              |              |              |              |              |              |

## Resultados

### Campeonato de Fórmula Regional de Medio Oriente
(Clave) (negrita indica pole position) (cursiva indica vuelta rápida puntuable)

| Año  | Equipo                                | 1    | 1    | 1    | 2    | 2    | 2    | 3    | 3    | 3    | 4    | 4    | 4    | 5   | 5   | 5   | Pos. | Puntos |
| ---- | ------------------------------------- | ---- | ---- | ---- | ---- | ---- | ---- | ---- | ---- | ---- | ---- | ---- | ---- | --- | --- | --- | ---- | ------ |
| 2023 | Hyderabad Blackbirds by MP Motorsport | DUB1 | DUB1 | DUB1 | KUW1 | KUW1 | KUW1 | KUW2 | KUW2 | KUW2 | DUB2 | DUB2 | DUB2 | YMC | YMC | YMC | 5.º  | 107    |
| 2023 | Hyderabad Blackbirds by MP Motorsport | 12   | 13   | 1    | Ret  | 14   | 13   | 3    | 4    | 10   | 6    | 4    | 6    | 1   | 10  | 18  | 5.º  | 107    |

### Campeonato de Fórmula 3 de la FIA
(Clave) (negrita indica pole position) (cursiva indica vuelta rápida puntuable)

| Año   | Escudería     | 1   | 1   | 2   | 2   | 3   | 3   | 4   | 4   | 5   | 5   | 6   | 6   | 7   | 7   | 8   | 8   | 9   | 9   | 10  | 10  | Pos. | Puntos | Ref.   |
| ----- | ------------- | --- | --- | --- | --- | --- | --- | --- | --- | --- | --- | --- | --- | --- | --- | --- | --- | --- | --- | --- | --- | ---- | ------ | ------ |
| 2023  | MP Motorsport | SAK | SAK | MEL | MEL | MON | MON | BAR | BAR | SPI | SPI | SIL | SIL | BUD | BUD | SPA | SPA | MNZ | MNZ |     |     | 17.º | 29     | [ 23 ] |
| 2023  | MP Motorsport | 15  | Ret | DSQ | Ret | Ret | 18  | 7   | 6   | 12  | 24  | 29  | 12  | 21  | 10  | 16  | 13  | 3   | 6   |     |     | 17.º | 29     | [ 23 ] |
| 2024  | Campos Racing | SAK | SAK | MEL | MEL | IMO | IMO | MON | MON | BAR | BAR | SPI | SPI | SIL | SIL | BUD | BUD | SPA | SPA | MNZ | MNZ | 15.º | 45     | [ 24 ] |
| 2024  | Campos Racing | 8   | 29  | 4   | 7   | Ret | 9   | 6   | 7   | 1   | 14  | 22  | 18  | 16  | 23  | 18  | 10  | 28  | Ret | 7   | Ret | 15.º | 45     | [ 24 ] |
| 2025* | Campos Racing | MEL | MEL | SAK | SAK | IMO | IMO | MON | MON | BAR | BAR | SPI | SPI | SIL | SIL | SPA | SPA | BUD | BUD | MNZ | MNZ | 4.º  | 85     | [ 25 ] |
| 2025* | Campos Racing | 13  | 17  | 15  | 8   | Ret | 5   | 8   | 3   | 7   | 22  | 5   | 3   | 3   | 1   |     |     |     |     |     |     | 4.º  | 85     | [ 25 ] |

- * Temporada en progreso.

### Eurocup-3
(Clave) (negrita indica pole position) (cursiva indica vuelta rápida puntuable)

| Año     | Equipo        | 1   | 1   | 2   | 2   | 3   | 3   | 4   | 4   | 5   | 5   | 6   | 6   | 7   | 7   | 8   | 8   | Pos. | Puntos |
| ------- | ------------- | --- | --- | --- | --- | --- | --- | --- | --- | --- | --- | --- | --- | --- | --- | --- | --- | ---- | ------ |
| 2023    | MP Motorsport | SPA | SPA | ARA | ARA | MNZ | MNZ | ZAN | ZAN | JER | JER | EST | EST | VAL | VAL | BAR | BAR | 2.º  | 243    |
| 2023    | MP Motorsport | 4   | 1   | WD  | WD  | 1   | 1   | 10  | 2   | 8   | 4   | 3   | 1   | 3   | 1   | 3   | 4   | 2.º  | 243    |
| Fuente: |               |     |     |     |     |     |     |     |     |     |     |     |     |     |     |     |     |      |        |

### Gran Premio de Macao
| Año  | Escudería     | Q  | QR | Pos. |
| ---- | ------------- | -- | -- | ---- |
| 2023 | MP Motorsport | 10 | 6  | 4    |